# Carl Hoeft

a Compétitions nationales et continentales officielles uniquement.

b Matchs officiels uniquement.
Dernière mise à jour le 5 mars 2018.
Carl Henry Hoeft, né le 13 novembre 1974 à Auckland, est un joueur de rugby à XV néo-zélandais qui a joué 31 fois avec les All-Blacks de 1998 à 2003 évoluant au poste de pilier. Il a évolué au Castres olympique de 2005 à 2011.

## Biographie
Hoeft débute au haut niveau avec les scolaires de Nouvelle-Zélande (1992), avec Jonah Lomu, Jeff Wilson et Carlos Spencer. Il joue ensuite avec l’équipe de Nouvelle-Zélande des moins de 21 ans, avec, à ses côtés en première ligne, Kees Meeuws et Anton Oliver, avec lesquels il joue souvent dans l’équipe des Otago Highlanders et les Blacks. Il débute en NPC avec l’équipe de Thames Valley en 1994. Il reste deux saisons puis rejoint l'équipe provinciale d'Otago en 1996. L'année suivante, il fait ses débuts dans le Super 12 avec les Highlanders. Il obtient sa première cape avec les All-Blacks en juin 1998 à l’occasion d’un match contre l'équipe d'Angleterre. Il dispute la coupe du monde de rugby 1999 où les All-Blacks terminent quatrièmes. En 2002, il est en concurrence au poste de pilier avec Joe McDonnell. Il dispute son dernier test match lors de la petite finale pour la troisième place de coupe du monde 2003 gagnée contre l'équipe de France en novembre 2003.
En 2005, il rejoint la France et s'engage avec le Castres olympique pour deux saisons. Il y reste six années puis signe un contrat avec le Stade toulousain comme joker coupe du monde au mois de mai 2011.

## Statistiques

### En équipe nationale
De 1998 à 2003, Carl Hoeft compte 30 sélections avec les All-Blacks. Avec les Kiwis, il dispute cinq matchs de Coupe du monde lors de l'édition 1999  (Tonga, Angleterre, Écosse, France, Afrique du Sud) et deux lors de l'édition 2003 (Canada, France). Il participe à quatre éditions du Tri-nations en 1998 (2 sélections), 1999 (3 sélections), 2000 (4 sélections) et 2001 (4 sélections).

## Palmarès

### En province
- Otago
  - Vainqueur du Championnat des provinces néo-zélandaises en 1998

### En franchise
- Highlanders
  - Finaliste du Super 12 en 1999

### En équipe nationale
- Vainqueur du Tri-nations 1999 avec la Nouvelle-Zélande
- Troisième de la Coupe du monde 2003
- Quatrième de la Coupe du monde 1999